# Jakob Alfons Franz Calderon d’Avila

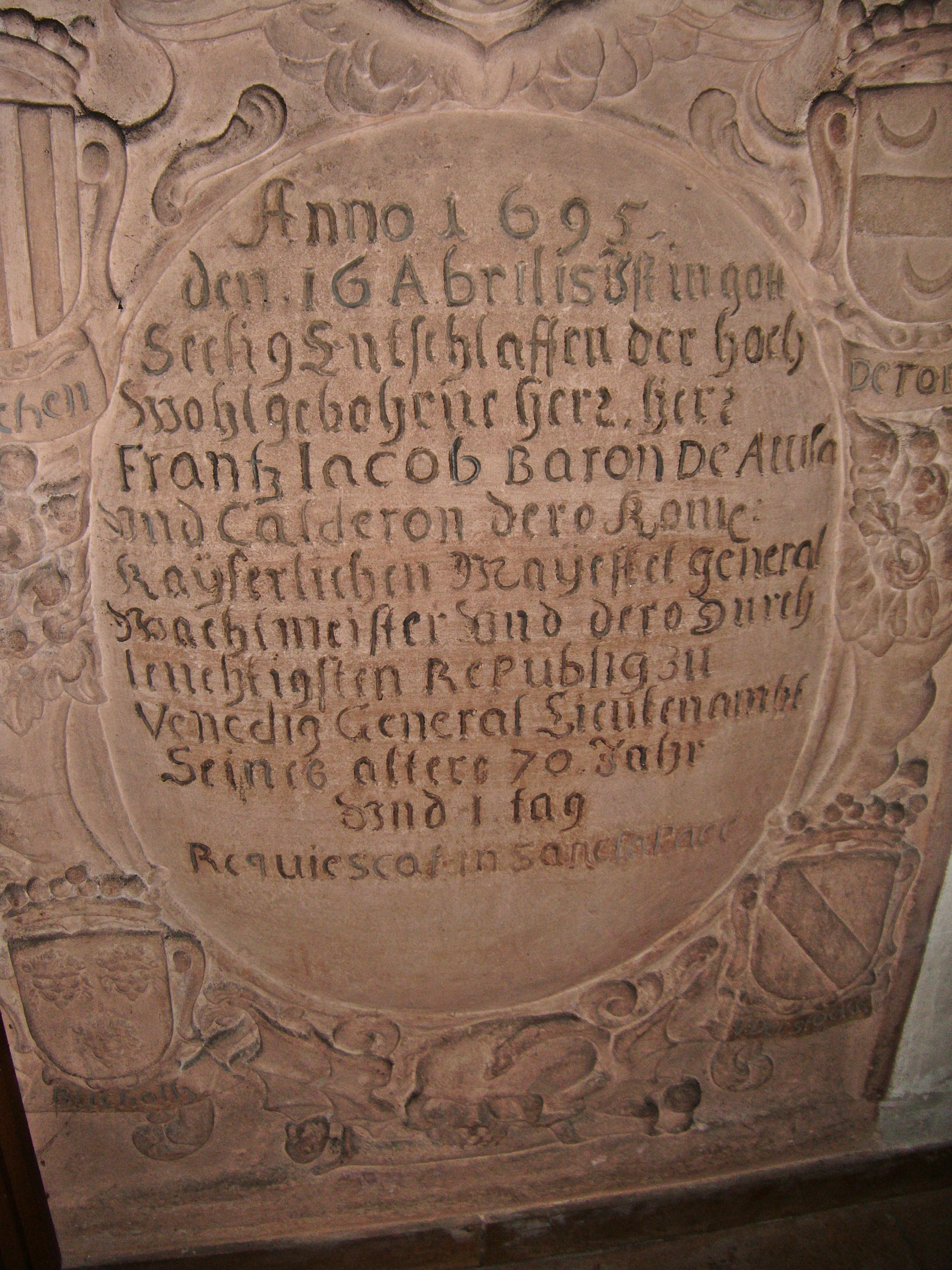
Grabinschrift, Kloster Engelberg, Großheubach

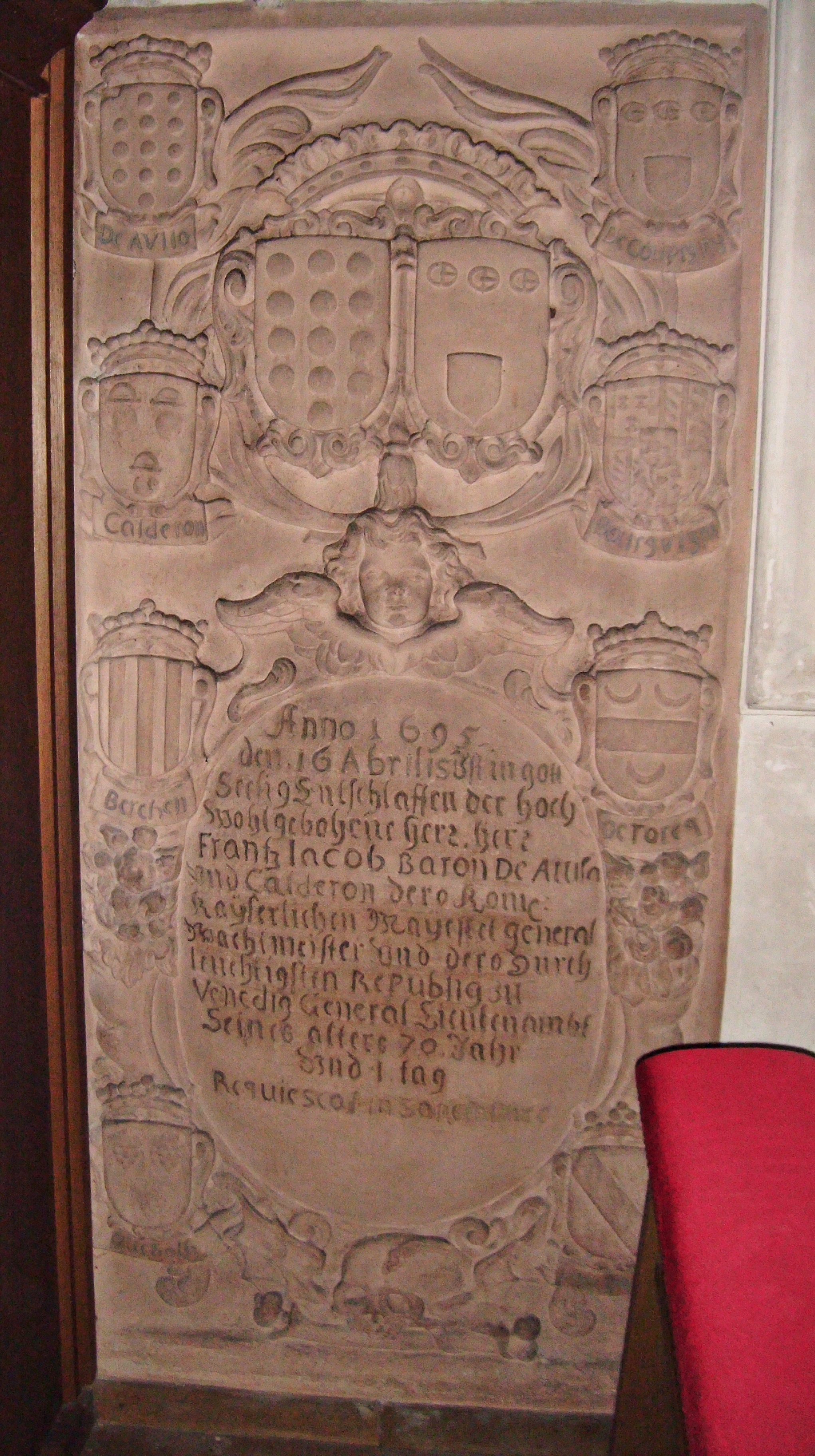
Grabplatte, Kloster Engelberg

Jakob Alfons Franz Calderon d’Avila (* 15. April 1625; † 16. April 1695 in Großheubach) war ein kaiserlicher General und württembergischer Bauinspektor, der aus den Spanischen Niederlanden stammte.

## Leben
Baron Calderon d’Avila kam 1656 als Rittmeister nach Württemberg. 1660 avancierte er hier zum Hofjunker und Generalinspektor aller Bauwerke bzw. zum Hofbaumeister; 1664 erhielt er den Rang eines herzoglichen Oberrates. Der Adelige war ausgebildeter Ingenieur, Architekt und Festungsbaumeister, wobei er als Militär auch besonders im letzteren Fachbereich tätig wurde. 1664 beauftragte ihn Herzog Eberhard III., anlässlich einer Reise, in Antwerpen und Brüssel Wandteppiche für das Stuttgarter Schloss einzukaufen.
1666 verließ Jakob Alfons Franz Calderon d’Avila als Obristleutnant das Herzogtum Württemberg, da er dort als Katholik in seinem beruflichen bzw. gesellschaftlichen Aufstieg gehindert war. Zunächst trat er in den Dienst des Hochstiftes Mainz, dann amtierte er für den Fränkischen Reichskreis als Obervogt in Lauda, schließlich wurde er im Oktober 1678, im Verband des Kurrheinischen Reichskreises, Militärkommandant von Köln. Laut Grabstein trug er die Ränge eines kaiserlichen Generalwachtmeisters (seit 1682), sowie eines Generalleutnants der Republik Venedig.
Zuletzt lebte der Offizier im fränkischen Großheubach, beim Kloster Engelberg über dem Main, wo er 1695 verstarb. Hier hatte er schon 1692 den ersten urkundlich belegten Marien-Gnadenaltar der Wallfahrtsstätte gestiftet. In der Klosterkirche wurde er bestattet und seine Grabplatte ist im linken Seitenschiff erhalten.